# Військовий резерв України
Військовий резерв — компонент у Збройних силах України або інших військових формуваннях, що складається з резервістів і є запасом людських ресурсів. На особливий період до складу військового резерву, в обов'язковому порядку, зараховують усіх військовослужбовців звільнених зі строкової військової служби, військової служби за призовом під час мобілізації. До військових звань резервістів додається слово «резерву».
Чинна, на початок 2017 року, структура військового резерву затверджена постановою Кабінету Міністрів України від 12 листопада 2014 року № 607 «Про затвердження структури військового резерву людських ресурсів» (початково містила окремі категорії територіально резерву (оперативний) та резерву посилення, у редакції від 05.08.2016 резерв посилення було об'єднано з територіальним у категорію «мобілізаційний резерв»). Видана на заміну постанови КМУ від 18 жовтня 2006 року № 1426, яка передбачала наявність двох видів резерву — активного та допоміжного.

## Історія
В Україні, враховуючи важливу роль резервістів у справі захисту Вітчизни, її незалежності та територіальної цілісності, їх готовність у будь-який час стати до складу Збройних Сил України, інших утворених відповідно до законів України військових формувань, з метою дальшого розвитку сучасних військових традицій, зміцнення патріотичного духу у суспільстві, 19 квітня 2019 року було встановлено День резервіста України, який випадає на 18 травня (щорічно).
18 травня 2024 року в Україні для військовозобов'язаних, призовників та резервістів, Міністерство оборони України запустило мобільний застосунок «Резерв+» (для мобільних ОС iOS та Android).

## Структура
Оперативний резерв
- Оперативний резерв І черги — резерв органів управління, військових частин, підрозділів ЗСУ, інших військових формувань (правоохоронних органів спеціального призначення, Держспецтрансслужби, Держспецзв'язку), що включає резервістів та військовозобов'язаних (переважно з досвідом участі в антитерористичній операції), призначених для комплектування збройних сил та інших військових формувань, які прибувають для виконання обов'язків служби за викликом їхніх командирів (начальників) як в мирний час, так і в особливий період

- Оперативний резерв ІІ черги — включає резервістів і військовозобов'язаних, призначених для комплектування військових частин збройних сил, які формуються в особливий період (стратегічних резервів), нових формувань інших військових формувань, посад командного складу та тих, що визначають боєздатність військових частин, підрозділів територіальної оборони, які призиваються в особливий період військовими комісаріатами, Центральним управлінням або регіональними органами Служби безпеки.

Мобілізаційний резерв
- Мобілізаційний резерв — включає військовозобов'язаних, які призначені для комплектування військових частин, підрозділів територіальної оборони (посади, які не визначають боєздатність), а також військовозобов'язаних, які можуть бути залучені для комплектування навчальних центрів з метою поповнення некомплекту в особовому складі військових частин збройних сил, інших військових формувань, після відповідної підготовки (отримання відповідної військово-облікової спеціальності).

Громадський резерв
- Громадський резерв — включає громадян, які не мають вікових та фізичних обмежень щодо призову на військову службу та можуть бути залучені для комплектування збройних сил та інших військових формувань в особливий період.

## Чисельність
2018 (листопад)
- ОР1: 178.000[5]
- ОР2: 30.000

2018 (березень)
- ОР1: 120.000[6]
- ОР2: 30.000[6]

2017
- 100.000[7]

## Облік
Військовий резерв людських ресурсів відповідно до військового обліку поділяється за:
- категоріями запасу;
- розрядами за віком військовозобов'язаних;
- військово-обліковою спеціальністю;
- ступенем придатності до проходження військової служби;
- місцем перебування на військовому обліку;
- досвідом проходження військової служби.